# Furacão Able (1952)
O furacão Able foi o único furacão a atingir a costa dos Estados Unidos na temporada de 1952. Formou-se em 18 de agosto ao largo da costa oeste da África, Able moveu-se geralmente de oeste para oeste-noroeste durante grande parte da sua duração. Foi observado pela primeira vez pelos caçadores de furacões em 25 de agosto ao norte das Pequenas Antilhas. Dois dias depois, Able atingiu o status de furacão, e em 30 de agosto virou bruscamente para o norte-noroeste em resposta a uma frente fria. O furacão atingiu ventos de pico de 160 km/h (100 mph) pouco antes de chegar à costa perto de Beaufort, Carolina do Sul, em 31 de agosto. Embora tenha enfraquecido rapidamente com a força do furacão, Able manteve a força da tempestade tropical por quase dois dias sobre a terra, eventualmente se dissipando no Maine em 2 de setembro.
A ameaça da tempestade gerou alertas de furacão no sudeste dos Estados Unidos, resultando na evacuação de turistas no fim de semana do Dia do Trabalho. Able produziu fortes chuvas da Flórida até a Nova Inglaterra, o que causou inundações generalizadas. A cidade atingida pelo furacão foi fortemente danificada e brevemente isolada devido à queda de energia e linhas telefônicas. Os danos gerais nos Estados Unidos totalizaram US$ 2,75 milhões (1952 USD), principalmente devido a danos às colheitas na Carolina do Sul. Mais ao norte, Able produziu inundações e ventos fortes, que destruíram uma parte da ferrovia de Baltimore e Ohio.

## História meteorológica
Uma depressão tropical desenvolveu-se entre as ilhas de Cabo Verde e a costa oeste da África em 18 de agosto, embora não tenha sido classificado como um ciclone tropical por mais uma semana. A depressão seguiu na direção oeste-sudoeste por três dias, seguida por uma curva para oeste e depois oeste-noroeste. No final de 24 de agosto intensificou-se para uma tempestade tropical de cerca de 700 mi (1100 km) leste-nordeste de Guadalupe nas Pequenas Antilhas. No dia seguinte, o Escritório do Departamento de Meteorologia de Miami deu início a avisos sobre a Tempestade Tropical Able depois que os caçadores de furacões confirmaram a presença de um centro mal definido. Continuando para o oeste-noroeste, a tempestade passou ao norte de Porto Rico e atingiu o status de furacão em 27 de agosto.
Depois de atingir o status de furacão, Able seguiu na direção oeste-noroeste e gradualmente se intensificou. A menor pressão em relação à tempestade, 998 mbar, foi relatado logo após atingir o status de furacão. Depois de atingir uma posição de cerca de 210 km (130 mi) leste de Jacksonville, Flórida, em 30 de agosto, Able diminuiu a velocidade e virou para o norte-noroeste devido à aproximação de uma frente fria. Naquela época, os Hurricane Hunters relataram um olho bem definido e, no dia seguinte, ventos estimados em 201 km/h (125 mph) conforme relataram paredes oculares concêntricas. Oficialmente, os ventos mais fortes em Able foram 160 km/h (100 mph), atingido no início de 31 de agosto. Às 03:00 UTC naquele dia, o furacão atingiu a costa em uma área escassamente povoada perto de Beaufort, Carolina do Sul, onde a pressão foi relatada não oficialmente como 980 mbar.
Conforme o furacão virou para o norte e nordeste sobre a terra, os ventos enfraqueceram rapidamente para a força de uma tempestade tropical, embora Able tenha mantido ventos de pelo menos 64 km/h (40 mph) através da Carolina do Norte, Virgínia e Maryland . Able foi capaz de manter a sua intensidade sobre a terra por muito tempo porque permaneceu sobre o terreno plano a leste das Montanhas Apalaches, além de reter uma pluma de húmidade tropical de seu sul. Depois que a tempestade enfraqueceu para uma depressão tropical, ainda produzia rajadas de 80 km/h (50 mph) ao cruzar a Pensilvânia pela Nova Inglaterra. No final de 2 de setembro, a circulação de Able se dissipou perto de Portland, Maine.

## Preparações e impacto

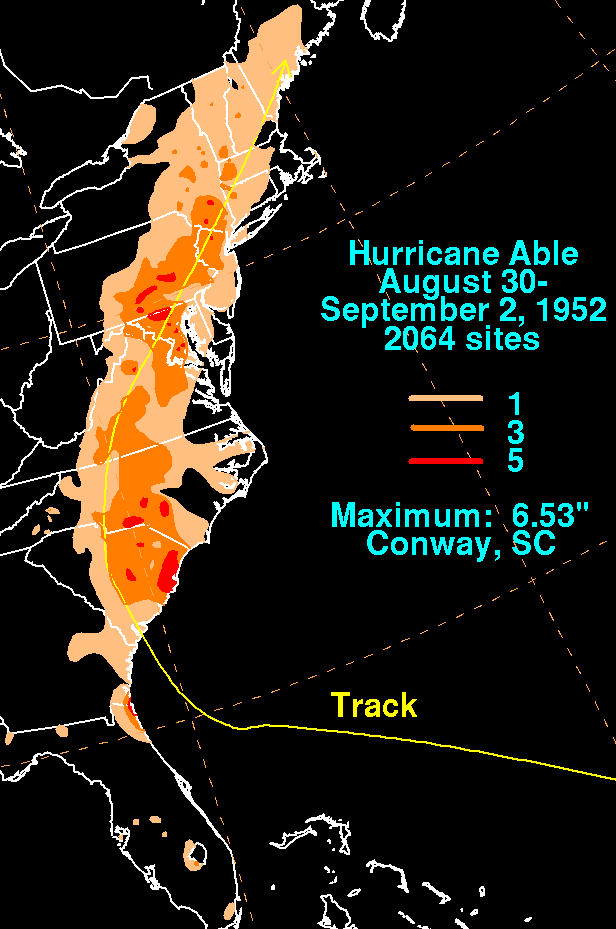
Mapa de chuva do furacão Able

À medida que o furacão se aproximava do sudeste dos Estados Unidos, o US Weather Bureau emitiu alertas de tempestade de Vero Beach, Flórida, para Wilmington, Carolina do Norte. Posteriormente, a agência emitiu um alerta de furacão de Fernandina, Flórida, para Georgetown, Carolina do Sul, levando as áreas ameaçadas a decretar preparativos para a tempestade e os navios retornarem ao porto. Perto de Jacksonville, Flórida, a Marinha dos Estados Unidos enviou 17 aviões para a Naval Air Station Olathe em Olathe, Kansas.
Antes de desembarcar na Carolina do Sul, Able produziu chuvas na porção oeste da sua circulação. Fernandina Beach, Flórida, relatou 157 mm (6.20 in), e na vizinha Geórgia, a precipitação atingiu o pico de 53 mm (2.10 in) em Mount Vernon. [6] Predefinição:Chuvas de ciclones tropicais na Flórida Rajadas de vento em Savannah, Geórgia atingiram apenas 35 mph (56 km/h).
Quando Able desembarcou na Carolina do Sul, a parede do olho ocidental moveu-se sobre Beaufort, onde ventos de até 140 km/h (90 mph) foram relatados. A cidade foi fortemente danificada pela tempestade, com casas perdendo seus telhados e árvores derrubadas bloqueando estradas devido aos ventos. Por várias horas, Beaufort ficou isolado depois que os ventos cortaram a energia e as linhas telefônicas. Os ventos mais fortes sobre a terra eram desconhecidos, uma vez que cruzaram uma área pantanosa despovoada. Os ventos em Charleston atingiram 101 km/h (63 mph), cerca de 80 km (50 mi) a leste de onde a tempestade atingiu o continente. Lá, o furacão causou dois feridos graves e deixou as ruas inundadas com água até os tornozelos. Able também levou um cargueiro para a costa perto de Charleston. A tempestade provocou fortes chuvas no estado, com pico de 166 mm (6.53 in) em Conway. A combinação de chuvas e ventos deixou grandes prejuízos à cultura de algodão, e prejuízos às lavouras no estado somaram US$ 1,5 milhões (1952 USD). Outros danos no estado resultaram de propriedade e comunicações, totalizando cerca de US$ 700.000 (1952 USD). O furacão também causou duas mortes indiretas no estado, uma por tocar em um cabo elétrico caído e a outra por atingir uma árvore caída durante um período de chuva forte.
Conforme a tempestade se espalhou pela Carolina do Norte, ventos de cerca de 64 km/h (40 mph) foram observados, causando danos leves. Able gerou um tornado no condado de Stokes, que danificou alguns edifícios agrícolas. A precipitação no estado atingiu o pico em 155 mm (6.11 in) em Cartago. As chuvas causaram poucas enchentes, cobrindo algumas rodovias e destruindo algumas estradas. Os danos no estado são estimados em menos de US $ 50.000 (1952 USD).
Nos estados do Meio-Atlântico, chuvas moderadas continuaram ao longo do caminho da tempestade, incluindo 126 mm (4.97 in) no National Arboretum em Washington, DC O pico de chuva em cada estado foi de 142 mm (5.60 in) em Big Meadows, Virgínia, 155 mm (6.09 in) em Emmitsburg, Maryland, 103 mm (4.06 in) em dois locais na Virgínia Ocidental e 65 mm (2.55 in) em Wilmington, Delaware. A chuva causou inundações em toda a região, que destruiu os trilhos da ferrovia Baltimore and Ohio perto de Baltimore depois que um riacho galgou as suas margens. Em Ellicott City, Maryland, as chuvas inundaram várias casas, forçando as famílias a evacuar. Além disso, a Able manteve ventos mais fortes na região, produzindo uma rajada de 60 mph (97 km/h) no Aeroporto Nacional de Washington. Os ventos derrubaram árvores e linhas de energia, o que interrompeu o fornecimento de energia e serviços telefônicos.  A tempestade também gerou um tornado F1 prejudicial em Franconia, Virginia, que foi potencialmente o mesmo que outro tornado em Potomac, Maryland. O antigo tornado destruiu uma casa e os telhados de outras duas, e também atirou um carro 100 ft (30 m). Danos na área foram estimados em cerca de $ 500 mil. Mais a nordeste, a chuva atingiu mais de 150 mm na Pensilvânia, Nova Jersey e Nova Iorque, resultando em inundações localizadas e danos à colheita de frutas.  Uma morte indireta foi relatada na Pensilvânia. Em toda a Nova Inglaterra, a Able produziu 25 - 75 mm de precipitação.